# Байков, Михаил Григорьевич
Михаи́л Григо́рьевич Байко́в (23 августа 1925, Помосъял, Мари-Турекский кантон, Марийская автономная область — 1 апреля 1998, Йошкар-Ола, Марий Эл) — марийский советский журналист, партийный работник, общественно-политический деятель. Заведующий сектором печати, радиовещания и телевидения Марийского обкома КПСС (1975—1977), заместитель главного редактора и главный редактор газеты «Марий коммуна» (1977—1987). Заслуженный работник культуры РСФСР (1985). Участник Великой Отечественной войны. Член КПСС.

## Биография
Родился 23 августа 1925 года в д. Помосъял ныне Параньгинского района Марий Эл. Окончил Елеевскую школу родного района, в 1949 году — Марийский педагогический институт им. Н. К. Крупской, в 1959 году — Высшую партийную школу при ЦК КПСС.
18 июня 1943 года призван в РККА. Участник Великой Отечественной войны: командир отделения разведки 742-го зенитно-артиллерийского полка противовоздушной обороны г. Бор Горьковской области, курсант зенитно-артиллерийского училища. Прошёл путь от рядового до капитана. Уволился со службы 12 января 1945 года.
Начал трудовую деятельность в годы Великой Отечественной войны: учётчик колхоза «Путиловец» в родной деревне, сельский учитель. После возвращения с войны в конце 1944 года работал учителем средней школы в с. Елеево Косолаповского района Марийской АССР, писарем стрелкового полка ст. Сурок, кладовщиком колхоза «Путиловец», статистиком уполминзага с. Косолапово. По окончании МГПИ им. Н. К. Крупской несколько лет преподавал марийский язык в Мустаевской школе Сернурского района.
С 1953 года занимался журналистской деятельностью: в 1953—1957 годах — переводчик, редактор Сернурской районной газеты «Коммунар», также работал в газете «Марий коммуна»:  заведующий отделом объединённой редакции газет «Марийская правда» и «Марий коммуна», в 1977—1987 годах — заместитель главного редактора, главный редактор. Затем — в Марийском обкоме КПСС: инструктор отдела пропаганды и агитации, в 1975—1977 годах — заведующий сектором печати, радиовещания и телевидения.
Умер 1 апреля 1998 года в Йошкар-Оле, похоронен в деревне Помосъял Параньгинского района Республики Марий Эл.

## Общественно-политическая деятельность
В 1980—1988 годах был депутатом Верховного Совета Марийской АССР X и XI созывов, заместителем председателя Президиума Верховного Совета МАССР.

## Звания и награды
- Заслуженный работник культуры РСФСР (1985)[3][4]БАЙКОВ Михаил Григорьевич (рус.). Марийская история в лицах. Дата обращения: 28 июля 2021. Архивировано 28 июля 2021 года.
- Заслуженный работник культуры Марийской АССР (1978)[3][4]
- Орден Отечественной войны II степени (1985)[3][4]
- Медаль «За победу над Германией в Великой Отечественной войне 1941—1945 гг.» (09.05.1945)[5]
- Почётная грамота Президиума Верховного Совета РСФСР (1968)[3][4]
- Почётная грамота Президиума Верховного Совета Марийской АССР (1955, 1957, 1966, 1975)[3][4]